# Alfred Falk
Alfred Falk (eigentlich Alfred Cohn; * 4. Februar 1896 in Berlin; † 1951, in Nizza) war ein deutscher Journalist und Pazifist jüdischer Herkunft. Falk war Leiter der Republikanischen Beschwerdestelle in der Weimarer Republik. Er gehörte zu den 33 Deutschen, die auf der am 25. August 1933 veröffentlichten ersten Ausbürgerungsliste der Nationalsozialisten standen, womit er staatenlos wurde.

## Leben

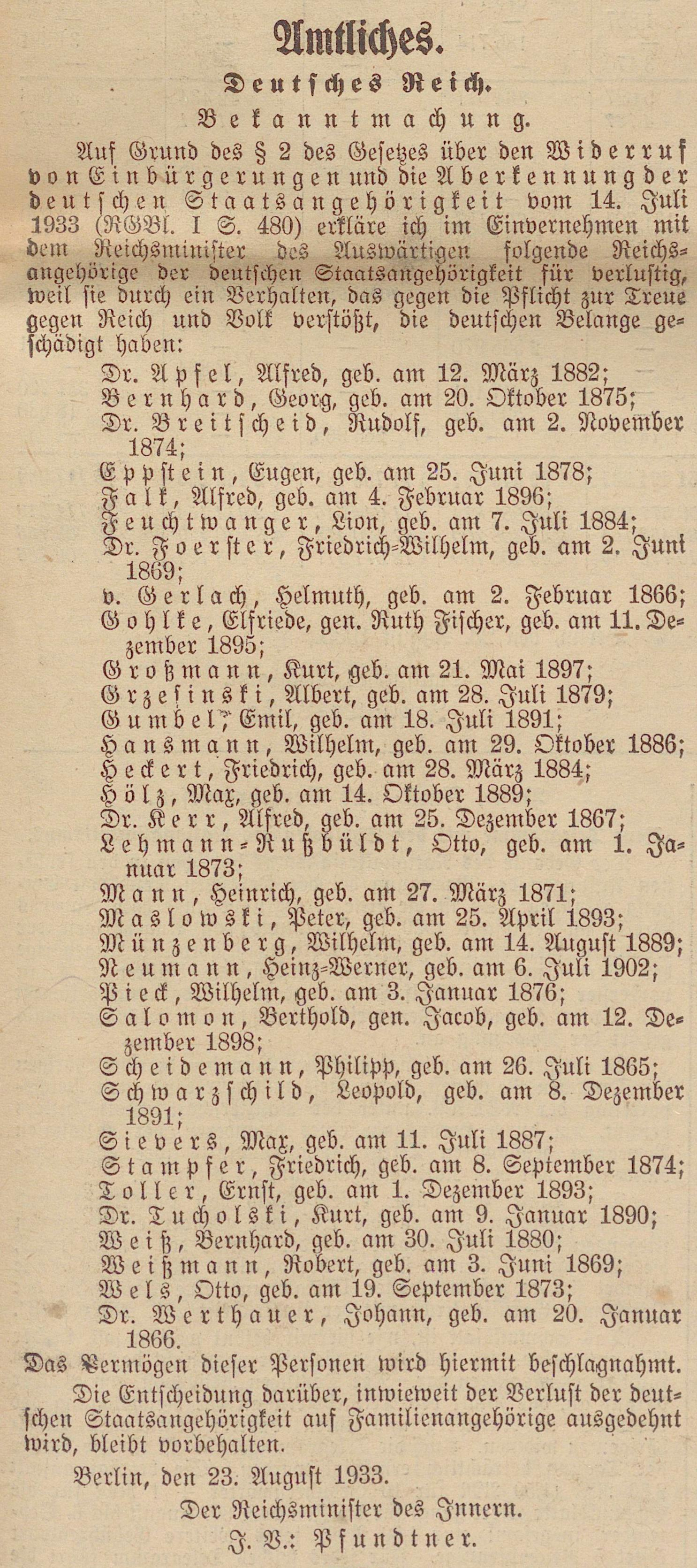
Falk auf der Ausbürgerungsliste (1933)

### Wirken in der Weimarer Republik
Falk wurde 1916, während des Ersten Weltkriegs, an der Ostfront verwundet. 1918 verweigerte Falk, inzwischen Jurastudent, zweimal den Kriegsdienst an der Westfront, da er diesen als verbrecherisch empfand. Er wurde daraufhin zu einer Haftstrafe verurteilt und saß in Einzelhaft im Militärgefängnis Berlin-Tegel ein.
In der Weimarer Republik war Falk Mitglied in pazifistischen Organisationen. 1922 war er Leiter des Republikanischen Jugendbundes Schwarz-Rot-Gold, der nach dem Mord an Außenminister Walther Rathenau eine Beschwerdestelle zu Verstößen von Behörden und Regierung gegen die Verfassung einrichtete.
Falk gelang es im Oktober 1924, den Vorstand der Deutschen Liga für Menschenrechte (DLM), deren Sekretär er war, davon zu überzeugen, die Beschwerdestelle als eigenständige Organisation zu etablieren. Am sechsten Jahrestag der Novemberrevolution, am 10. November 1924, wurde in Berlin ein entsprechender Verein, die Republikanische Beschwerdestelle, gegründet. Außerdem leitete Falk gemeinsam mit Robert M. W. Kempner die Ortsgruppe Berlin-Nord der DLM.
Unter Arnold Freymuth wurde Falk Geschäftsführer der Beschwerdestelle, einer privaten Institution, deren Ziel die Überwachung, Einhaltung und Förderung der republikanischen Verfassung war und die republikfeindliche Bestrebungen den Aufsichtsbehörden melden wollte. Von 1928 bis 1930 war er außerdem Redakteur von Heinrich Kanners pazifistischer Monatszeitschrift Der Krieg.
Als Geschäftsführer der Beschwerdestelle wurde Falk gegen Ende 1930 zu den „bestgehaßten Leuten in Deutschland“ gezählt.
Falk war zudem zwischen 1929 und 1933 im Vorstand der Berliner Ortsgruppe der Deutschen Friedensgesellschaft (DFG).

### Exil
Nach der Machtübergabe an die Nationalsozialisten und wenige Tage nach dem Reichstagsbrand floh Falk am 6. März 1933 mit seiner Frau Margot (geborene Langfeld) in die Tschechoslowakei, um sich einer Festnahme durch die SA zu entziehen.
Zuvor hatte er bereits die Unterlagen der Beschwerdestelle vernichtet oder in Sicherheit gebracht. Damit wollte er verhindern, dass den Nationalsozialisten die vertraulichen Eingaben in den Hände fielen, mit denen Bürger antirepublikanisches Verhalten angezeigt hatten. Am 10. März 1933 wurde die Beschwerdestelle vom Berliner Polizeipräsidenten verboten.
Von Prag gingen Falk und seine Frau weiter in die Schweiz, das Saargebiet und schließlich nach Straßburg. Nachdem sie sich dort eine Wohnung genommen hatten, arbeitete Falk als Journalist u. a. in der deutschsprachigen Exilpresse.
Im Exil gründete Falk gemeinsam mit dem Journalisten und Pazifisten Berthold Jacob die Ligue Allemande pour la Défense des Droits de l’Homme et du Citoyen, Section Strasbourg, die Straßburger Sektion der DLM, und wurde ihr Vizepräsident. Die Sektion pflegte Kontakte mit der Zentrale der DLM in Paris, die unter der Leitung von Hellmuth von Gerlach stand, und beteiligte sich führend an der Nobelpreiskampagne für Carl von Ossietzky („Rettet Ossietzky!“).
Bis Anfang 1934 war Falk zudem Mitarbeiter von Jacob. Im Herbst 1935 zog sich Falk unter Beendigung seiner politischen Tätigkeit ins südfranzösische Fréjus zurück. Zu Beginn des Zweiten Weltkrieges wurde er vorübergehend in Toulon und Les Milles interniert. Nach 1945 lebte er in Nizza. 1950 schrieb er in einem Leserbrief an Die Zeit, dass er Deutschland nie wieder betreten wolle, „da sich die militaristisch-nationalistische Mentalität weiter Kreise des deutschen Volkes leider nicht geändert hat“. Falk starb 1951.

## Rezeption
Lob für seine Tätigkeit als Geschäftsführer der Republikanischen Beschwerdestelle erhielt Falk von linksintellektuellen Schriftstellern wie Kurt Tucholsky, der 1928 in der Weltbühne schrieb:

„Die Republikanische Beschwerdestelle muß doch wohl sehr gute Arbeit leisten, sonst wäre die Rechtspresse nicht so aus dem Häuschen, wenn sie von ihr spricht. Da sitzt einer, der weiß mit den Bestimmungen Bescheid, und was er macht, hat Hand und Fuß, und recht bekommt der Kerl auch noch –! Der eine ist Alfred Falk, ein Republikaner, wie man sich viele wünscht.“